# Sarcelle des Andaman
Anas albogularis
Espèce
Statut de conservation UICN

 NT D1 : Quasi menacé
La Sarcelle des Andaman (Anas albogularis) est une espèce d'oiseaux de la famille des Anatidae. Elle était et est parfois encore considérée comme une sous-espèce de la Sarcelle grise (A. gibberifrons).

## Répartition
Cette espèce est endémique des îles Andaman.